# Michel Teilhol
Michel Teilhol est un pilote de rallye français.

## Biographie
Il commence la compétition automobile sur Alpine A110, et devient Champion de France de deuxième division des rallyes en 1983 sur Porsche 911 du Groupe 3, terminant dans les trois premiers du Critérium des Cévennes en 1978, étant vainqueur de la 4e Ronde du Quercy en 1979 avec Françoise Teilhol sur Porsche 911 Carrera RS et 4e des rallyes Ronde d'Armor et de la Châtaigne en 1979 également (8e du championnat de première division la même année), puis remportant le Rallye Ain Jura en 1981. Il est aussi vainqueur à trois reprises du Rallye Dôme-Forez avec son épouse, en 1978, 1979, et 1980 (sur Porsche 911), et vainqueur de zone Sud-Ouest (Championnat des Provinces).